# Chalet refuge de Chamoissière
Le chalet refuge de Chamoissière se situe dans le département français des Hautes-Alpes, aux portes du parc national des Écrins, sur le plan de l'Alpe à une altitude de 2 106 m. Il faut compter entre 1 h 30 et 2 h à pied au départ d'Arsine (commune de Villar-d'Arêne) ou 2 heures par le sentier au départ du col du Lautaret.
Le refuge est marqué « esprit parc national des Écrins », marque déposée au niveau national pour valoriser les initiatives individuelles mettant en valeur le patrimoine local.

## Histoire
L'alpage où se situe le refuge est utilisé depuis le Moyen Âge. Les matériaux de construction sont parfois très anciens. Ferrailles datant de l'exploitation des mines de fer à proximité en 1830, charpentes montées depuis la vallée pendant l'entre deux guerres... Ainsi, ce refuge est une ancienne bergerie vieille de plusieurs décennies. Aujourd'hui, l'endroit a été rénové en essayant de garder son authenticité historique mais aussi en vue d'acquérir une certaine autonomie énergétique.

## Accès
Le refuge est accessible à pied seulement ; trois itinéraires sont possibles. Le premier emprunte le sentier des Crevasses depuis le col du Lautaret, ce dernier étant situé à 1 h 20 de Grenoble et à une trentaine de minutes de Briançon. Ce parcours est praticable seulement durant l'été et dure environ 2 heures.
Le second passe par le GR54 qu'il faut emprunter en direction plan de l'Alpe de Villar d'Arêne à partir du hameau « Pied de col » en amont de Villar-d'Arêne. Il faut compter 1 heure 30 pour arriver à destination.
Sinon, à partir du village du Casset (commune du Monêtier-les-Bains), prendre le GR54 en direction du col d'Arsine et descendre jusqu'au refuge une fois passé ce dernier. Il faut compter 3 heures en tout.

## Caractéristiques et informations
Le refuge a une capacité maximum de 20 personnes et est ouvert pour la période estivale du 16 mars au 15 septembre. L'hébergement proposé se fait en chambre de quelques personnes.
Le refuge a été rénové dans un esprit écologique avec des matériaux locaux et la réutilisation des anciennes charpentes par exemple. De plus, il dispose d'une autonomie en ce qui concerne l'eau et l'électricité grâce à des panneaux photovoltaïques et une éolienne.

## Alpinisme et randonnées
L'emplacement du refuge se prête à toutes sortes d'activités sportives. Tout d'abord le refuge est placé sur l'itinéraire du grand tour du massif des Écrins, réalisable en une dizaine de jours. De plus, étant situé à l'entrée du parc national des Écrins, de nombreuses randonnées sur sentiers balisées sont possibles au départ du refuge.
De l'alpinisme et du ski de randonnée sont également rendus possibles par les nombreux pics à proximité, tels que le pic de Chamoissière (3 207 mètres d'altitude) et le pic de Neige Cordier (3 614 mètres d'altitude).